# 梁水郡
梁水郡，中国三国时设置的郡。
東晉咸和年間（326年至334年）分河陽郡置，治所在梁水县（今云南省开远市境内），領芘蘇、成昌、建安3縣。辖境相当今云南省开远、个旧、石屏等县市。南朝梁又废。